# 30. BAFTA-gála
A 30. BAFTA-gálát 1977-ben tartották, melynek keretében a Brit film- és televíziós akadémia az 1976. év legjobb filmjeit és alkotóit díjazta.

## Díjazottak és jelöltek
(a díjazottak félkövérrel vannak jelölve)

### Legjobb film
Száll a kakukk fészkére
- Az elnök emberei
- Bugsy Malone
- Taxisofőr

### David Lean-díj a legjobb rendezésért
Miloš Forman - Száll a kakukk fészkére
- Alan J. Pakula - Az elnök emberei
- Alan Parker - Bugsy Malone
- Martin Scorsese - Taxisofőr

### Legjobb elsőfilmes
Jodie Foster - Bugsy Malone/Taxisofőr

### Legjobb főszereplő
Jack Nicholson - Száll a kakukk fészkére
- Robert De Niro - Taxisofőr
- Dustin Hoffman - Az elnök emberei/Maraton életre-halálra
- Walter Matthau - Napsugár fiúk/Gáz van, jövünk!

### Legjobb női főszereplő
Louise Fletcher - Száll a kakukk fészkére
- Lauren Bacall - A mesterlövész
- Rita Moreno - A Ritz fürdőház
- Liv Ullman - Szemben önmagunkkal (Színről színre)

### Legjobb férfi mellékszereplő
Brad Dourif - Száll a kakukk fészkére
- Martin Balsam - Az elnök emberei
- Michael Hordern - Papucs és rózsa
- Jason Robards - Az elnök emberei

### Legjobb női mellékszereplő
Jodie Foster - Bugsy Malone/Taxisofőr
- Annette Crosbie - Papucs és rózsa
- Vivien Merchant - Hazatérés
- Billie Whitelaw - Ómen

### Legjobb forgatókönyv
Bugsy Malone - Alan Parker
- Az elnök emberei - William Goldman
- Száll a kakukk fészkére - Lawrence Hauben, Bo Goldman
- Napsugár fiúk - Neil Simon

### Legjobb operatőri munka
Piknik a Függő sziklánál
- Aces High
- Az elnök emberei
- Száll a kakukk fészkére

### Legjobb jelmez
O. márkiné
- Bugsy Malone
- Piknik a Függő sziklánál
- Papucs és rózsa

### Legjobb vágás
Száll a kakukk fészkére
- Az elnök emberei
- Maraton életre-halálra
- Taxisofőr

### Anthony Asquith-díj a legjobb filmzenének
Taxisofőr - Bernard Herrmann (posztumusz)
- Bugsy Malone - Paul Williams
- Száll a kakukk fészkére - Jack Nitzsche
- Papucs és rózsa - Richard M. Sherman, Robert B. Sherman

### Legjobb díszlet
Bugsy Malone
- Az elnök emberei
- King Kong
- Papucs és rózsa

### Legjobb hang
Bugsy Malone
- Az elnök emberei
- Száll a kakukk fészkére
- Piknik a Függő sziklánál

### Legjobb dokumentációs rövidfilm
The End Of The Road
- Energy In Perspective
- The Speed Sailors

### Legjobb speciális film
Hydraulics
- For The Want Of A Nail
- Let's Sleep On It
- Proteins
- Slender Chance

### Robert Flaherty-díj a legjobb dokumentumfilmnek
Los Canadienses
- White Rock

### Akadémiai tagság
Denis Forman